# Kleine-Antillenorganist
De Kleine-Antillenorganist (Chlorophonia flavifrons) is een zangvogel uit de familie Fringillidae (vinkachtigen). De soort werd in 1789 door de Zweedse natuuronderzoeker Anders Sparrman geldig beschreven als soort. Later werd dit taxon lang beschouwd als ondersoort van de hispaniolaorganist (C. musica). Sinds 2023 staat dit taxon (weer) als aparte soort op de Check-list of the North American Birds.

## Verspreiding en leefgebied
Do soort komt voor op de Kleine Antillen.